# Joel Almeida (Fußballspieler, 1991)
Joel Ignacio Almeida Huerta (* 29. Januar 1991 in Victoria de Durango, Durango) ist ein mexikanischer Fußballspieler auf der Position des Torwarts.

## Laufbahn
Almeida begann seine fußballerische Laufbahn im Nachwuchsbereich seines Heimatvereins Alacranes de Durango, bei dem er auch seinen ersten Profivertrag erhielt und für den er zwischen 2011 und 2014 insgesamt 61 Einsätze in der drittklassigen mexikanischen Segunda División absolvierte und drei Tore erzielte. Zur Saison 2014/15 wechselte er zum ebenfalls drittklassigen Santos de Soledad FC, bei dem er erst in der Rückrunde (Clausura 2015) zum Einsatz kam und insgesamt 8 Spiele absolvierte.
Seit Jahresbeginn 2016 steht Almeida beim salvadorianischen Verein Santa Tecla FC unter Vertrag, mit dem er bisher dreimal die salvadorianische Fußballmeisterschaft gewann und für den er bisher (Stand: 12. Mai 2019) 155 Einsätze bestritt.
Weil es relativ selten zu Spielerwechseln zwischen seinem Heimatland Mexiko und seinem Gastland El Salvador kommt und zwischen beiden Ländern eine – insbesondere von El Salvador ausgehende – gehässige Fußballrivalität besteht, empfand Almeida seinen Wechsel zunächst als kompliziert, erfreut sich aber mittlerweile an der positiven Aufnahme durch die Menschen in Santa Tecla.

## Erfolge
- Salvadorianischer Meister: Apertura 2016, Clausura 2017, Apertura 2018